# Wegweiser bei Calvörde
Der Wegweiser bei Calvörde im Landkreis Börde in Sachsen-Anhalt, Deutschland, steht unter Denkmalschutz.

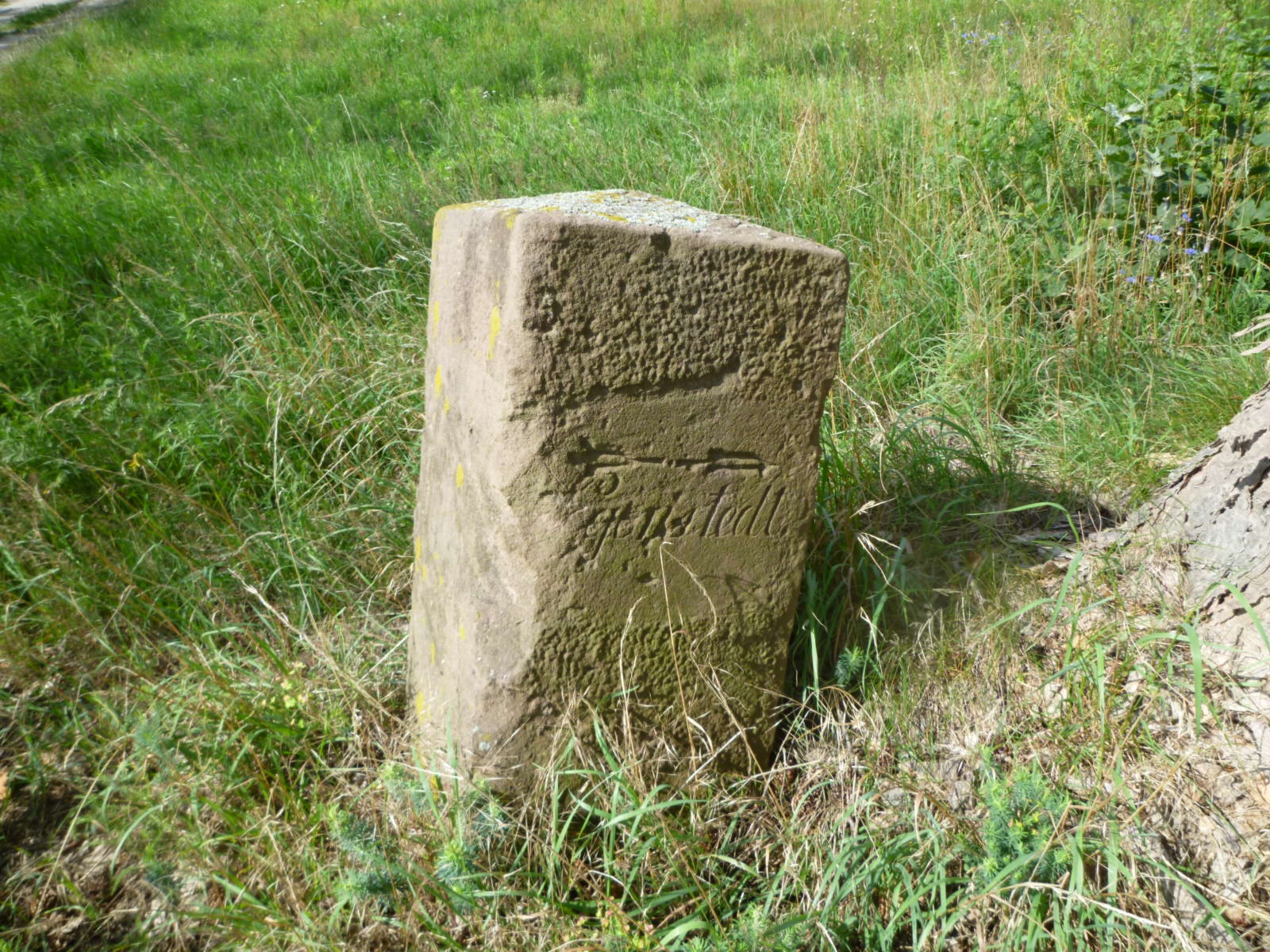
Wegweiser bei Calvörde, 2011

## Lage
Der Wegweiser steht, unmittelbar an der Gemarkungsgrenze, an der Landstraße 24 zwischen Calvörde und Wegenstedt. Im Norden liegt der Lange Berg, einer der Calvörder Berge. Im Süden verlief einst die Kleinbahnstrecke Wegenstedt–Calvörde. Am Abzweig zur K 1138, unweit des Verkehrsdenkmals, steht ein weiterer Wegweiser (siehe: Wegweiser bei Velsdorf).

## Beschreibung
Das Verkehrsdenkmal ist eine um das Jahr 1900 entstandene vierkantige Stele aus rotem Sandstein. Seine eingemeißelten Orts- und Kilometerangaben in Richtung Wegenstedt sind noch deutlich lesbar.